# Lukas Tippelreither
Lukas Tippelreither (11 gennaio 1991) è un ex sciatore alpino austriaco.

## Biografia
Tippelreither, originario di Göstling an der Ybbs e attivo in gare FIS dal dicembre del 2006, esordì in Coppa Europa il 9 novembre 2009 a Reiteralm in supergigante (64º); nel 2010 vinse la medaglia d'argento nello slalom speciale ai Mondiali juniores del Monte Bianco e ottenne nella medesima specialità il suo miglior piazzamento in Coppa Europa, il 7 marzo a Platak (21º).
Prese per l'ultima volta il via in Coppa Europa in occasione dello slalom speciale di Kranjska Gora del 7 marzo 2011, che non portò a termine, e si ritirò al termine di quella stessa stagione 2010-2011; la sua ultima gara fu uno slalom gigante FIS disputato il 7 aprile a Hochkar e non completato da Tippelreither. In carriera non debuttò in Coppa del Mondo né prese parte a rassegne olimpiche o iridate.

## Palmarès

### Mondiali juniores
- 1 medaglia:
  - 1 argento (slalom speciale a Monte Bianco 2010)

### Coppa Europa
- Miglior piazzamento in classifica generale: 197º nel 2010

### Campionati austriaci
- 1 medaglia:
  - 1 bronzo (combinata nel 2009[1])